# Oecetis kathia
Oecetis kathia är en nattsländeart som beskrevs av Martin E. Mosely 1939. Oecetis kathia ingår i släktet Oecetis och familjen långhornssländor. Inga underarter finns listade i Catalogue of Life.